# La Renzoni
La Renzoni (autres titres connus : Voor eer en deugd et Haar Vader) est un film muet néerlandais de 1916 réalisé par Maurits Binger, inspiré d'un livre de Melati van Java.

## Fiche technique
- Titre : La Renzoni
- Autres titres : Voor Eer Deugd;  Haar Vader
- Réalisation : Maurits Binger
- Scénario : Melati van Java
- Producteur : Filmfabriek Hollandia
- Pays d'origine : Pays-Bas
- Format : noir et blanc; muet
- Genre : Drame
- Durée : 1 765 m
- Date de sortie : 8 septembre 1916

## Distribution
- Annie Bos
- Willem van der Veer
- Paula de Waart
- Jan van Dommelen
- Nico de Jong
- Lola Cornero
- Renee Spiljar
- Ernst Winar
- Jack Hamel